# Aurora, Colorado
Aurora  är en stad som ligger i Arapahoe County, Adams County samt en liten del i Douglas County, i Colorado, USA. Aurora är den tredje mest folkrika staden i delstaten Colorado och den 60:e mest folkrika staden i hela USA. Staden och dess västliga granne Denver är de två största och viktigaste städerna i Denver-Aurora Metropolitan Statistical Area. United States Census Bureau har kommit fram till att den totala folkmängden i staden var 297 235 år 2005, vilket innebar en ökning med 7,54% sedan 2000. 
Staden är belägen i den centrala delen av delstaten och ligger cirka 15 km öster om huvudstaden Denver. 

## Kända personer
- Michael Chiesa, MMA-utövare
- Gabe Evans, politiker
- John Kerry, politiker